# Pysall Ruge Architekten
Pysall Ruge Architekten war ein international tätiges Architekturbüro mit Sitz in Berlin und einer Filiale in Hangzhou (China). Der Tätigkeitsbereich umfasste Architektur, Städtebau sowie Interieurs und Ausstellungen.

## Geschichte
Das Büro war eine Partnerschaft der Architekten Justus Pysall und Peter Ruge und wurde 1993 gegründet. Im Februar 2011 wurde die Partnerschaft beendet. Justus Pysall führt seitdem ein Büro unter dem Namen Pysall Architekten. Peter Ruge ist ebenfalls mit einem eigenen Büro unter dem Namen Peter Ruge Architekten in Berlin tätig.

## Projekte
Zu den Projekten des Architekturbüros gehören u. a. das Museum für Luftfahrt in Krakau, das Bürohaus LTD_1 in Hamburg, die Masterplanung für den BBI Business Park am neuen Flughafen Berlin Brandenburg und die Planung der nachhaltigen Stadt „Rose of Mianyang“ in China. Die Bauten des Büros wurden u. a. in Best Architects präsentiert, erhielten den Bogdanowski Award, eine Nominierung für den Mies van der Rohe Award for European Architecture, sowie den Kajima- und Asakura-Preis in Japan.
Ausstellungen erfolgten u. a. auf der Internationalen Architekturbiennale in Venedig, im DAM – Deutsches Architektur Museum, Frankfurt und der Architektur Biennale von São Paulo, Brasilien.

## Realisierungen (Auswahl)
- 2008: Bürohaus LTD_1, Hamburg, Fertigstellung
- 2009: Neues Wohngebiet in Changsha, China,  Fertigstellung
- 2009: Wohn- und Geschäftshaus Röntgen 14a, Berlin
- 2010: Wohnhaus O, Potsdam-Mittelmark
- 2010: Museum für Luftfahrt in Krakau, Polen, Fertigstellung
- 2011: BBI Business Park, Berlin
- 2011: Stadthaus Morgensternstraße, Berlin, Fertigstellung

## Auszeichnungen und Nominierungen (Auswahl)
- 1994: Asakura Prize 1996, SD Review Forum, Tokyo
- 1996: Kajima Prize 1996, SD Review Forum, Tokyo
- 2006: RPIC Award Canada, Best Practices, Kanada
- 2008: BDA-Preis Hamburg Würdigung, Hamburg
- 2010: best architects award, Düsseldorf
- 2011: Bogdanowski Award, Krakau
- 2011: Nominierung für den Preis der Europäischen Union für zeitgenössische Architektur

## Ausstellungen
- 2004: Tadeusz Kantor Museum, Architekturbiennale Krakau, Polen
- 2004: Wettbewerb Europäische Zentralbank, Deutsches Architekturmuseum, Frankfurt
- 2005: Emerging Identities – East!, Deutsches Architektur Zentrum, Berlin
- 2006: Galeria Jednego Projektu – Muzeum Lotnictwa, Muzeum Architektury Wrocław, Polen
- 2007: Ready for Take-Off, VII. Internationale Architekturbiennale São Paulo, Brasilien
- 2008: BDA-Hamburg Architektur Preis 2008, Architekturzentrum Hamburg, Hamburg
- 2008: Ausstellung Kunsthaus Wrocław, Muzeum Architektury Wrocław, Polen
- 2008: Ready for Take-Off, Deutsches Architekturmuseum, Frankfurt
- 2008: Krakow 2012 – Muzeum Lotnictwa Polskiego, SARP, Krakau
- 2008: Emerging Identities – East!, Museum of Finnish Architecture, Helsinki
- 2009: Wild Wild East, Architektursalon Hamburg, Hamburg
- 2009: 1000 m  an Ideen, BDA-Ausstellung, Nürnberg
- 2009: Neue Neue. BDA_Berufungen 2008/09, BDA-Ausstellung, Bauhaus-Universität Weimar, Weimar
- 2009: Generation Reißbrett, Architektursalon Hamburg, Hamburg
- 2010: La Biennale di Venezia 2010, Giardini, Palazzo delle Esposizioni und Deutscher Pavillon, Architekturbiennale Venedig
- 2010: Generation Reißbrett, Architektursalon München, München
- 2012: Voices 21 zwo, Architektur Sommer Hamburg, Hamburg
- 2012: Generation Reißbrett, Architektursalon Stuttgart, Stuttgart